# The Nation
The Nation is het oudste doorlopend gepubliceerde weekblad in de Verenigde Staten, en het meest gelezen magazine van de progressief-liberale politieke stroming. De publicatie begon op 6 juli 1865, als opvolger van The Liberator, een blad uit abolitionistische hoek. The Nation wilde "zich inspannen om een kritische dimensie toe te voegen aan de discussie van politieke en sociale vraagstukken, en zich afzetten tegen uitingen van geweld, overdrijving en valse voorstelling van zaken die de huidige berichtgeving zo verstoren." In 2020 steunde het blad de kandidatuur van presidentskandidaat Bernie Sanders.
The Nation wordt uitgegeven door The Nation Company in New York, en is geassocieerd met The Nation Institute, een instelling die journalistiek werk ondersteunt.